# Libertas Trogylos Basket 1984-1985
La stagione 1984-1985 della Libertas Trogylos Basket è stata la quarta disputata in Serie A2 femminile. La formazione è arrivata sesta in Poule Promozione.

## Rosa
| Giocatrici |
| ---------- |

| N° | Naz.              | Ruolo | Sportivo          | Anno | Alt. |  |
| -- | ----------------- | ----- | ----------------- | ---- | ---- |  |
|    | Italia (bandiera) |       | Giordano          |      |      |  |
|    | Italia (bandiera) |       | Lizzo             |      |      |  |
|    | Italia (bandiera) |       | Mara Nimis        |      |      |  |
|    | Italia (bandiera) |       | Eleonora Palmas   |      |      |  |
|    | Italia (bandiera) |       | Roberta Gitani    |      |      |  |
|    | Italia (bandiera) |       | Floriana Garuccio |      |      |  |
|    | Italia (bandiera) |       | Amari             |      |      |  |
|    | Italia (bandiera) | G     | Sofia Vinci       | 1966 | 175  |  |
|    | Italia (bandiera) |       | Brunno            |      |      |  |
|    | Italia (bandiera) |       | Gavagnin          |      |      |  |
|    | Italia (bandiera) |       | Gabrielli         |      |      |  |

| Staff tecnico             |
| ------------------------- |
| Allenatore: Santino Coppa |